# Cylindrotheca (Eumetazoa)
Cylindrotheca ist eine fossile Gattung von Hydrozoen mit zwei Arten, die zuerst 1934 von Alfred Eisenack anhand von Funden aus böhmischem Silur bei Kozel/Šťáhlavy (Bezirk Plzeň-město/Pilsen-Stadt) gefunden und als Cylindrotheca profunda beschrieben wurde.

## Beschreibung
Die Fossilien der Hydrozoa-Gattung Cylindrotheca sind kleine Stöcke mit einem chitinösen, dünnen einfach verzweigte Stiel (Hydrocaulus), der in eine lange, zylindrische Theca (Wohnröhre/Peridermhülle) übergeht.
Nach Fund einer weiteren Art aus dem Ordovizium hat Kozłowski vorgeschlagen, diese Beschreibung wie folgt zu erweitern:
Es gibt eine vom Autor Hydrosom (anderweitig auch Siphon) genannte Röhre mit dünnen, zylindrischen Ästen oder Zweigen und mit Theken einer einzigen Kategorie, die in regelmäßigen Abständen über lange Stiele (Pedunkeln) befestigt sind. Diese sind dünner als die Äste und stellen eine freie Verbindung mit der Theca und dem Astkanal her.

## Arten
Artenliste nach WoRMS
- Cylindrotheca profunda Eisenack, 1934 † (Typusart) – aus dem Silur (E₂) von Kozel, Tschechien[1]
- Cylindrotheca subtilis Kozłowski, 1959 † – aus dem Ordovizium[3]

## Cylindrotheca profunda
Die 1934 von Alfred Eisenack beschriebene Typusart C. profunda aus dem Silur des heutigen Tschechiens ist lt. Erstbeschreibung in der Grundstruktur ähnlich wie die zuvor (1932) ebenfalls von Eisenack beschriebene fossile Art Palaeokylix chitinosus, die nach dem World Register of Marine Species (WoRMS) ebenfalls zur Hydrozoen-Ordnung Leptothecata gehört, nach Maetz (2014) aber zusammen mit einer Gattung Cylindrohydra Kozłowski, 1959 der Graptolithen-Familie Rhabdopleuridae zugehört.
Der Erstbeschreibung von Eisenack lagen drei Fragmente aus dem Silur (E₂) von Kozel zugrunde, die jeweils aus einem kurzen Zweig mit einer Theca bestanden. Bei diesen Fragmenten entspringen den dünnen Chitinröhren seitliche Abzweigungen; diese gehen kurz darauf in die langen, zylindrischen Thecen über.
Gegen das Ende hin wird das Periderm sehr dünn und damit durchscheinend.
Der Durchmesser der Röhren beträgt 0,01–0,015 mm, der der Theca ca. 0,05 mm, ihre Länge bemisst sich mit ca. 0,3 mm (Untergrenze).
Die Länge des größten Stückes ist ca. 0,7 mm.
Allerdings dürfte nach eigener Einschätzung keines der vom Erstautor beschriebenen drei Fundstücke in voller Länge erhalten sein.

## Cylindrotheca subtilis
Die Proben stammen aus dem Ordovizium von Wyszogród (damals Woiwodschaft Warschau, heute Masowien).
Es gibt drei fragmentarische Zweige. Zwei (A und B) stammen vom selben Stein stammen und gehören möglicherweise zum selben Hydrosom, sie bilden zusammen den Kotypus. Das dritte Exemplar (C), das aus einem anderen Stein stammt, ist fast halb so dünn und könnte dem distalen Teil des Hydrosoms entsprechen.